# Harald Gimpel
Harald Gimpel (n. 6 septembrie 1951, Wallendorf, Saxonia-Anhalt, Germania) este un caiacist ce a reprezentat Germania, medaliat olimpic. A participat la 1 ediție a Jocurilor Olimpice (1972) în care a câștigat 1 medalie de bronz.

## Participări
Lista de mai jos prezintă principalele competiții la care a participat Harald Gimpel de-a lungul carierei.
- canoeing at the 1972 Summer Olympics – men's slalom K-1[*]